# Lymnaea auricularia
Lymnaea auricularia är en snäckart som beskrevs av Linnaeus. Lymnaea auricularia ingår i släktet Lymnaea och familjen dammsnäckor. Inga underarter finns listade i Catalogue of Life.